# Brie-sous-Matha
Brie-sous-Matha ist eine französische Gemeinde mit 170 Einwohnern (Stand: 1. Januar 2022) im Département Charente-Maritime in der Region Nouvelle-Aquitaine (vor 2016: Poitou-Charentes); sie gehört zum Arrondissement Saint-Jean-d’Angély und zum Kanton Matha. Die Einwohner werden Briellois und Brielloises genannt.

## Geographie
Brie-sous-Matha liegt etwa 70 Kilometer ostsüdöstlich von La Rochelle in der Saintonge. Umgeben wird Brie-sous-Matha von den Nachbargemeinden Louzignac im Norden, Ballans im Osten, Bréville im Süden sowie Sonnac im Westen und Nordwesten.

## Bevölkerungsentwicklung
| Jahr                       | 1962 | 1968 | 1975 | 1982 | 1990 | 1999 | 2006 | 2017 |
| Einwohner                  | 269  | 229  | 209  | 197  | 178  | 176  | 184  | 179  |
| Quellen: Cassini und INSEE |      |      |      |      |      |      |      |      |

## Sehenswürdigkeiten
- Wehrkirche Saint-Pierre aus dem 12. Jahrhundert, Chor seit 1913 als Monument historique klassifiziert, Rest der Kirche seit 1989 als Monument historique eingeschrieben

Siehe auch: Liste der Monuments historiques in Brie-sous-Matha

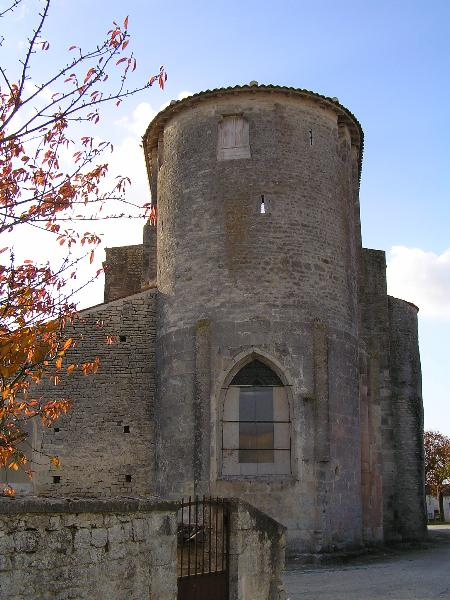
Kirche Saint-Pierre